# Sistema Integrado de Bibliotecas da Universidade de Federal de Goiás

O Sistema Integrado de Bibliotecas da Universidade de Federal de Goiás ou SiBiUFG é um órgão da reitoria da Universidade Federal de Goiás, formado por um Departamento Técnico e 10 bibliotecas, distribuídas por quatro cidades do Estado de Goiás. 

## História

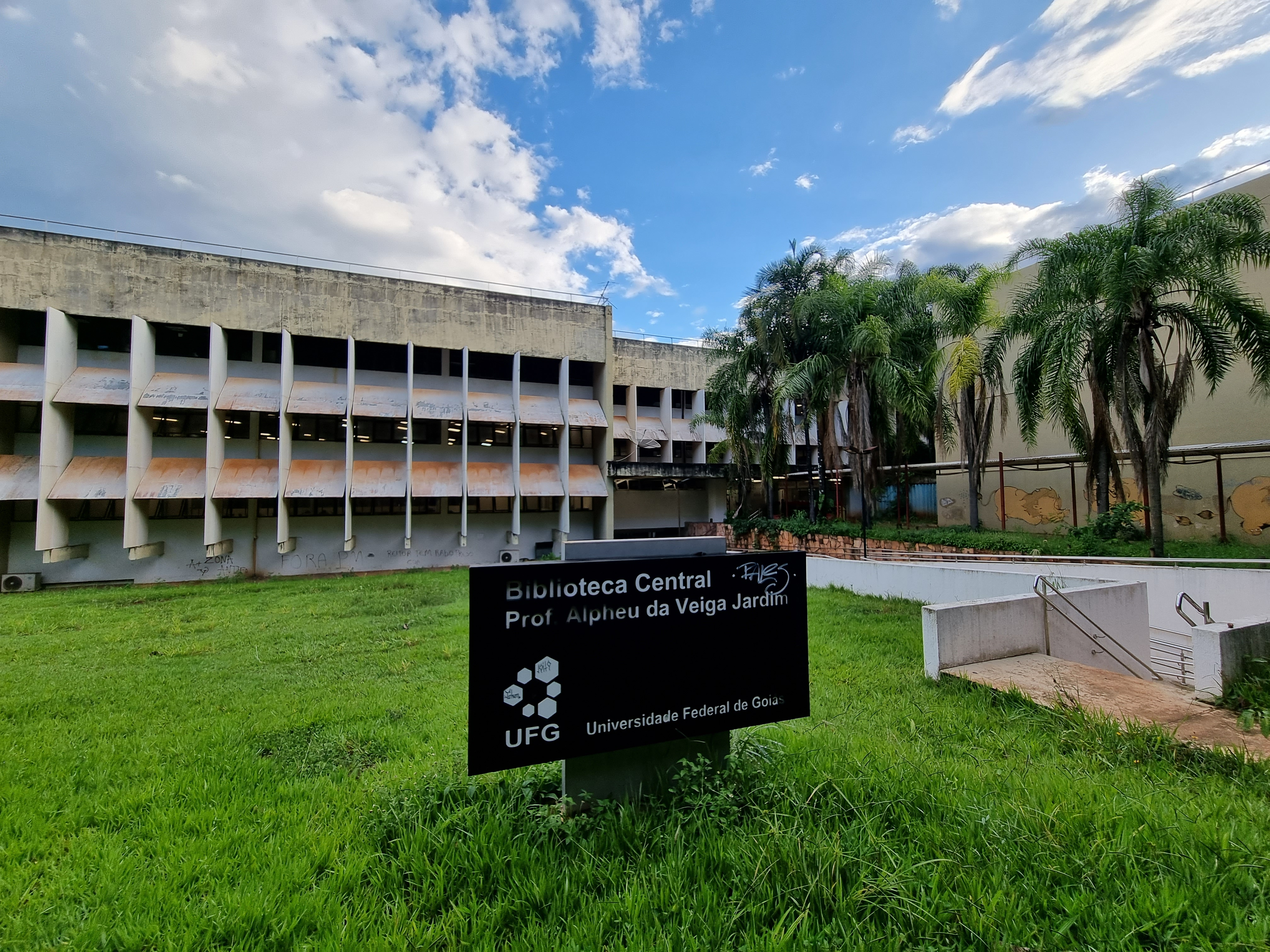
Biblioteca Central da UFG no Campus Samambaia, em 2022.

O Sistema de Bibliotecas da UFG (SiBi/UFG) foi criado em 24 de agosto de 1973 com a fusão de 13 bibliotecas departamentais que funcionavam em unidades de ensino, passando a reunir os acervos no mesmo prédio da Faculdade de Direito, Setor Universitário. Nascia assim a primeira unidade do SiBi/UFG: a Biblioteca Central (BC).
No final da década de 1980 um acordo da UFG com o Ministério da Educação possibilitou a construção de um prédio específico para a biblioteca no Câmpus Samambaia, para onde a Biblioteca Central foi transferida em 1989. A mudança exigiu a divisão do acervo existente entre duas bibliotecas: o novo prédio da Biblioteca Central (BC), no Câmpus Samambaia, e a segunda unidade do Sibi, a Biblioteca Câmpus Colemar Natal e Silva (BSCAN), no, Setor Universitário. Com a criação dos campi no interior do Estado foram surgindo novas bibliotecas. Hoje o Sistema de Bibliotecas da UFG (SiBi/UFG), que é vinculado à Pró-Reitoria de Pós-Graduação (PRPG), é composto por dez unidades, sendo uma central e nove seccionais.
O Sibi/UFG reúne cerca de 350 mil exemplares de materiais, entre livros, CD de música, CD-Rom, partituras, discos de vinil, mapas, fitas em VHS e em DVD, além de um banco de teses e dissertações produzidas na UFG. As bibliotecas são informatizadas e participam do Portal Capes – que disponibiliza mais de 12 mil títulos de periódicos eletrônicos com textos completos e mais 80 bases de dados com resumos de documentos científicos. Também mantém convênios com o IBICT e com a Bireme para o serviço de Comutação Bibliográfica (Comut). Oferece diversos serviços, alguns deles restritos à comunidade da UFG – que é composta por estudantes de graduação e de pós-graduação com matrícula atualizada na instituição, servidores docentes e técnico-administrativos ativos e inativos. O SiBi também é responsável pelo Portal de Periódicos da UFG, pela Biblioteca Digital de Teses e Dissertações (BDTD) da instituição e pelo Repositório Institucional, coordenados pela Gerência de Recursos Tecnológicos (GRT).
O Sistema de Bibliotecas da UFG serve também de centro de pesquisa a todos os segmentos da sociedade que necessitam do insumo informacional para seu desenvolvimento. Neste sentido, seus acervos são abertos, a qualquer pessoa, para consulta, bem como seus espaços de estudo podem ser utilizados por quaisquer interessados. 

## Unidades

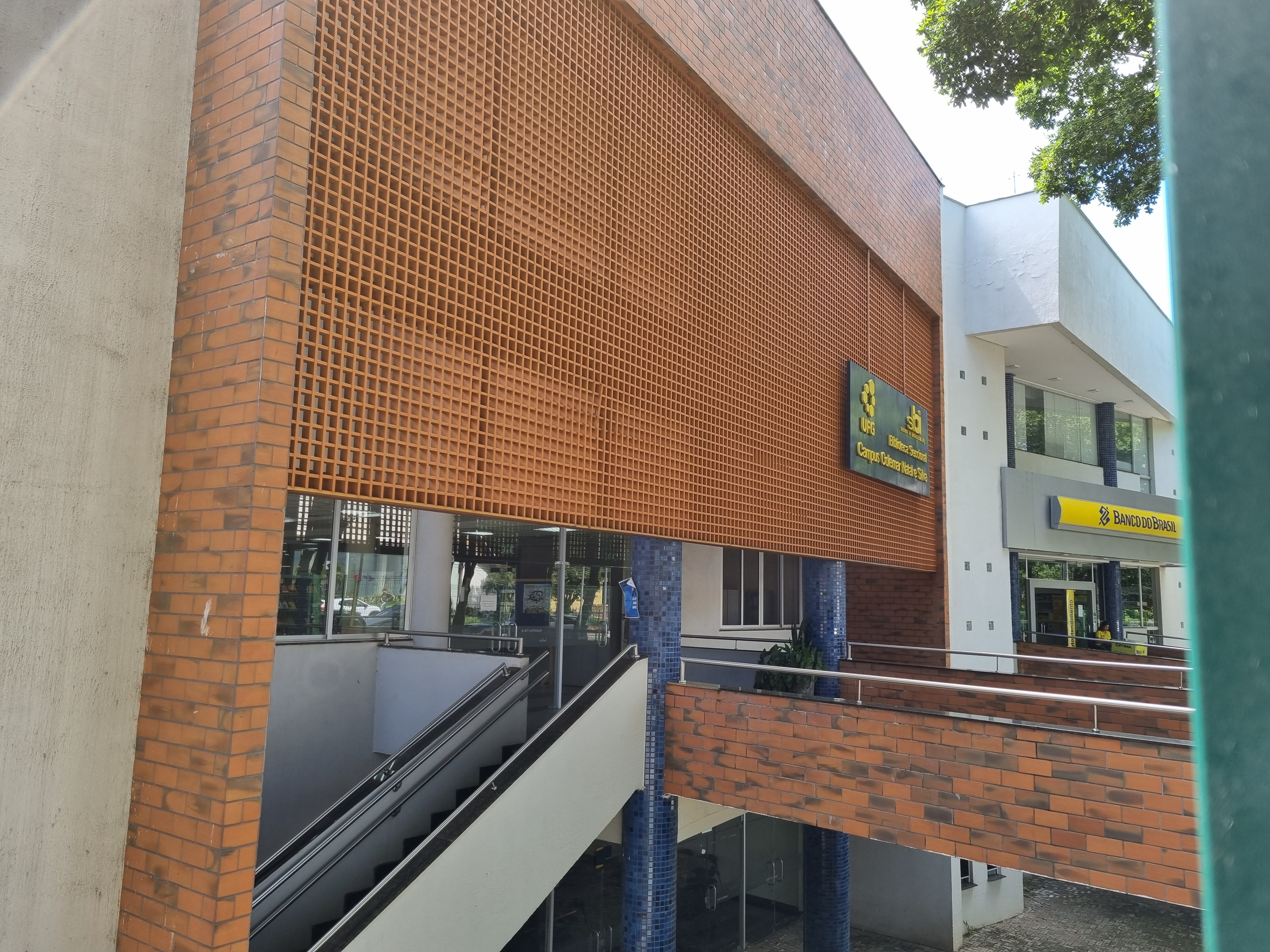
Biblioteca Seccional da UFG no Campus Colemar Natal e Silva, em 2022.

- Biblioteca Central (BC) - Câmpus Samambaia, saída para Nerópolis
- Biblioteca Seccional Câmpus Colemar Natal e Silva (BSCAN) - Setor Universitário
- Biblioteca Seccional Câmpus Aparecida de Goiânia (BSCAP)
- Biblioteca Seccional Centro de Ensino e Pesquisa Aplicados à Educação (BSCepae) - Câmpus Samambaia
- Biblioteca Seccional Letras e Linguística (BSLL)
- Biblioteca Seccional Museu Antropológico (BSMA)
- Biblioteca Seccional Regional Catalão (BSRC)
- Biblioteca Seccional Regional Goiás (BSRGO)
- Biblioteca Seccional Regional Jataí - Unidade Riachuelo (BSREJ Riachuelo)
- Biblioteca Seccional Regional Jataí - Flor-do-Cerrado (BSREJ Flor-do-Cerrado)

## Números
- 350 mil exemplares de materiais (livros, teses e dissertações, CD de música, CD-Rom, partituras, discos de vinil, mapas, fitas em VHS e em DVD)
- 12 mil títulos de periódicos eletrônicos
- 10 bibliotecas

## Produtos e Serviços
- Carteira da biblioteca
- Ficha catalográfica
- Capacitação de usuários
- Comutação Bibliográfica
- Consulta local
- DOI - Digital Object Identifier
- Empréstimo de suporte para notebook
- Empréstimo entre bibliotecas (EEB)
- Laboratório de Acessibilidade Informacional (LAI)
- Laboratórios de Informática
- MORE - Mecanismo Online para Referências
- Pesquisa bibliográfica
- Reserva de espaços
- Serviços online
- Visitas orientadas

## Treinamentos Oferecidos
- Capacitação no uso da biblioteca
- Fontes de informação online
- Orientações para normalização de trabalhos acadêmicos
- Portal de Periódicos CAPES
- Avaliação dos treinamentos

## Biblioteca Digital de Teses e Dissertações
A Biblioteca Digital de Teses e Dissertações (BDTD) tem o objetivo de divulgar a produção científica produzida pelos pesquisadores das instituições de ensino superior. Trata-se de um produto criado pelo Instituto Brasileiro de Ciência e Tecnologia (IBICT).
A BDTD nacional disponibiliza, gratuitamente e on-line, as teses e dissertações produzidas e aprovadas pelos programas de pós-graduação Stricto sensu de todas as instituições brasileiras que aderiram à proposta da BDTD.
A Universidade Federal de Goiás (UFG) integra a BDTD nacional desde 2007, quando foi criada a BDTD UFG.

## Laboratório de Acessibilidade Informacional
O Laboratório de Acessibilidade Informacional (LAI) nasceu de uma parceria entre o Sistema de Bibliotecas (Sibi) e o Núcleo de Acessibilidade da UFG com o objetivo de oferecer serviços e equipamentos de tecnologia assistiva para pessoas com deficiência.
A finalidade do LAI é dar acessibilidade à comunicação e à informação para as pessoas com deficiência, viabilizando recursos tecnológicos para que possam usufruir das diversas situações pedagógicas comunicacionais e formativas a fim de assegurar que as pessoas com deficiência desfrutem em igualdade de oportunidade com as demais pessoas.